# Semanotus juniperi
Semanotus juniperi är en skalbaggsart som först beskrevs av Fisher 1915.  Semanotus juniperi ingår i släktet Semanotus och familjen långhorningar. Inga underarter finns listade i Catalogue of Life.